# Sebastian Boenisch
Sebastian Boenisch (Gliwice, Voivodato de Silesia, Polonia, 1 de febrero de 1987) es un futbolista polaco, con nacionalidad alemana. Juega de lateral por derecha o por izquierda en el Floridsdorfer AC de la Primera Liga de Austria. Es internacional con la selección de fútbol de Polonia, en la cual ha jugado normalmente de lateral izquierdo.

## Trayectoria
Sebastian Boenisch nació en 1987 en Gliwice con el nombre Sebastian Pniowski. Un año más tarde, emigró con su familia a Dortmund, Alemania para luego trasladarse a Heiligenhaus y establecerse allí. En Alemania, la familia tomó el nombre de Boenisch, porque el padre de Sebastian tuvo dificultades para encontrar un empleo con el nombre Pniowski.
Realizó casi toda su carrera en la Región del Ruhr de Alemania. Integró las divisiones menores del Heiligenhaus, del Borussia Velbert y del Rot-Weiß Oberhausen hasta que fue fichado por el Schalke 04 a los 16 años.
Debutó profesionalmente en la Bundesliga el 11 de febrero de 2006, entrando el minuto 86 en la victoria por 7-4 sobre el Bayer Leverkusen. El 15 de febrero, disputó su primer partido en una copa europea. Fue ante el Espanyol en la Copa de la UEFA, con resultado 2-1 a favor de los de Gelsenkirchen. Fue su última aparición en la temporada 2005/06. En las siguientes dos campañas, no fue considerado entre los titulares pues sólo jugó en doce ocasiones.
El 31 de agosto de 2007, firmó por el Werder Bremen a cambio de tres millones de euros y en reemplazo de Christian Schulz, traspasado al Hannover 96. Debutó con el Bremen el 1 de septiembre de 2007 en la victoria por 2-1 frente al Eintracht Frankfurt, luego de sustituir a Duško Tošić a los 80 minutos. El 8 de marzo de 2008 anotó el primer gol de su carrera en la derrota por 6-3 ante el Stuttgart.
Tuvo que superar algunos problemas de lesiones hasta que en la temporada 2008/09, alternó en el equipo titular, llegando a jugar 42 partidos en todas las competiciones. El Werder Bremen realizó una gran campaña en general. Campeonaron en la Copa de Alemania y en la Copa de la UEFA, llegaron hasta la final y la perdieron frente al Shakhtar Donetsk. Boenisch jugó los 9 partidos del Bremen, siendo titular en siete de ellos.
Poco después de su debut con la selección en septiembre de 2010, se operó la rodilla derecha y estuvo 16 meses fuera de las canchas. Se perdió prácticamente toda la temporada 2010/11 y la primera parte de la siguiente. Volvió en el equipo de reserva en enero de 2012 y disputó cuatro encuentros en la 1. Bundesliga 2011/12. Quedó libre en julio del mismo año.
El domingo 4 de noviembre de 2012 se confirmó su contratación con el equipo del Bayer 04 Leverkusen.

## Selección nacional
Boenisch posee nacionalidad alemana y polaca. Optó por jugar en la selección de fútbol de Polonia, con la cual ha actuado en 14 ocasiones.
Por ostentar nacionalidad alemana, Boenisch representó a las selecciones juveniles de Alemania en las categorías sub-20 y sub-21. Debutó con la sub-20 en una goleada por 4-1 en contra de Austria. En 2009, salió campeón de la Eurocopa Sub-21 con el seleccionado alemán, jugando en tres ocasiones, incluida la final.
En noviembre de 2009, se produjeron rumores sobre el interés del seleccionador polaco Franciszek Smuda en convocarlo a la escuadra representativa de Polonia pero Boenisch aseguró que aún no había tomado una decisión. Debido a la falta de chances en ser convocado a la selección absoluta de Alemania, el 20 de agosto de 2010, optó por representar a su país natal a nivel internacional. Recibió su primera convocatoria para los amistosos contra Ucrania y Australia, debutando precisamente ante Ucrania el 4 de septiembre.
En mayo de 2012, fue convocado al equipo definitivo para la Eurocopa 2012. Se ganó el puesto de titular y jugó los tres encuentros completos que su selección disputó, pues quedó eliminada en primera fase.

### Participaciones en Eurocopas
| Copa          | Sede              | Resultado    | Partidos | Goles |
| ------------- | ----------------- | ------------ | -------- | ----- |
| Eurocopa 2012 | Polonia y Ucrania | Primera fase | 3        | 0     |

## Clubes
| Club                | País     | Año         |
| ------------------- | -------- | ----------- |
| Schalke 04          | Alemania | 2006 - 2007 |
| Werder Bremen       | Alemania | 2007 - 2012 |
| Bayer 04 Leverkusen | Alemania | 2012 - 2016 |
| TSV 1860 Múnich     | Alemania | 2016 - 2017 |
| Floridsdorfer AC    | Austria  | 2019 -      |

## Palmarés

### Campeonatos nacionales
| Título           | Club          | País     | Año     |
| ---------------- | ------------- | -------- | ------- |
| Copa de Alemania | Werder Bremen | Alemania | 2008/09 |

### Copas internacionales
| Título          | Club*                        | País   | Año  |
| --------------- | ---------------------------- | ------ | ---- |
| Eurocopa Sub-21 | Selección sub-21 de Alemania | Suecia | 2009 |

(*) Incluyendo la selección.

## Vida privada
Boenisch ha sido relacionado con Tatjana Batinić, miss Austria 2006. En su tiempo libre, se dedica a jugar billar, ir al cine y escuchar hip hop y R&B.